# Majholi
Majholi è una suddivisione dell'India, classificata come nagar panchayat, di 11.308 abitanti, situata nel distretto di Jabalpur, nello stato federato del Madhya Pradesh. In base al numero di abitanti la città rientra nella classe IV (da 10.000 a 19.999 persone).

## Geografia fisica
La città è situata a 23° 30' 0 N e 79° 55' 0 E e ha un'altitudine di 384 m s.l.m..

## Società

### Evoluzione demografica
Al censimento del 2001 la popolazione di Majholi assommava a 11.308 persone, delle quali 5.872 maschi e 5.436 femmine. I bambini di età inferiore o uguale ai sei anni assommavano a 1.701, dei quali 849 maschi e 852 femmine. Infine, coloro che erano in grado di saper almeno leggere e scrivere erano 7.337, dei quali 4.376 maschi e 2.961 femmine.